# Haweswater Reservoir
Das Haweswater Reservoir ist ein Stausee im nordenglischen Lake District. Der See verläuft in leicht gebogener Form von Süden nach Nordosten im Tal von Mardale und hat ein Fassungsvermögen von 28 Mio. m³.

## Beschreibung
Ursprünglich gab es zwei natürliche Seen, High Water und Low Water. Durch den Bau der Staumauer wurde der Wasserspiegel um 29 Meter angehoben und es entstand ein sechs Kilometer langer und 600 Meter breiter See.
Der umstrittene Bau der Staumauer wurde 1929 begonnen, nachdem das britische Parlament ein Gesetz verabschiedet hatte, das die Wasserversorgung in Nordwest-England und im Großraum Manchester sicherstellen sollte.
Es gab umfangreiche Proteste gegen dieses Projekt, weil die im Tal von Mardale gelegenen Dörfer Measand und Mardale Green aufgegeben und geflutet werden sollten. Zusätzlich zählte man das Tal zu den landschaftlich besonders reizvollen Gegenden Westmorlands, so dass der Plan wenig Zustimmung in der Bevölkerung fand.
Bevor man das Tal 1935 nach Fertigstellung der Bauarbeiten flutete, wurden alle Gebäude der Dörfer Measand und Mardale Green abgerissen, darunter das mehrere hundert Jahre alte Dun Bull Hotel in Mardale Green. Die Steine der Dorfkirche verwendete man mit zum Bau der Staumauer und die Gräber des Friedhofes wurden in den etwa zehn Kilometer weiter östlich gelegenen Ort Shap verlegt. Wenn der Wasserspiegel im Sommer sinkt, kann man heute noch die Überreste des Dorfes sehen.
Die das Tal abschließende Staumauer ist 470 Meter lang und 27,5 Meter hoch und wird durch 44 Pfeiler gestützt. Sie galt zum Zeitpunkt der Erstellung als besondere technische Leistung, da sie die erste Pfeilerstaumauer der Welt in Hohlbauweise war.
Der Bauherr, die Manchester Corporation, ließ eine neue Straße am Ostufer des Stausees bis zu dessen südlichem Ende bauen, wo das Dorf Mardale Green vor der Überflutung lag. Dort gibt es heute lediglich einen Parkplatz, der als Ausgangspunkt für Touren auf die umliegenden Berge Harter Fell, Branstree und High Street genutzt wird. Auf halbem Wege wurde das Haweswater Hotel als Ersatz für das alte Dun Bull Hotel gebaut.
Heute gehört das Reservoir der United Utilities plc, einer Public Limited Company (Aktiengesellschaft) für Strom- und Wasserversorgung mit Sitz in Warrington.
Die Täler um das Haweswater Reservoir sind die einzige Region in England, in der Steinadler nisten. Im abgelegenen Seitental Riggindale unterhält die Royal Society for the Protection of Birds (RSPB) eine Beobachtungsstation. Das erste Adlerpaar nistete dort 1969 und bisher wurden von unterschiedlichen Paaren 16 Küken aufgezogen. Seit 2004 ist der weibliche Adler verschwunden, aber man hofft, dass der verbliebene männliche Adler wieder eine Partnerin findet, um neuen Nachwuchs aufzuziehen.
Der Buchautor Alfred Wainwright beklagte den Bau der Staumauer und die Überflutung des Tals in seinem Pictorial Guide to the Lakeland Fells:
“If we can accept as absolutely necessary the conversion of Haweswater [to a reservoir], then it must be conceded that Manchester have done the job as unobtrusively as possible. Mardale is still a noble valley. But man works with such clumsy hands! Gone for ever are the quiet wooded bays and shingly shores that nature had fashioned so sweetly in the Haweswater of old; how aggressively ugly is the tidemark of the new Haweswater!” („Wenn wir die Umwandlung von Haweswater [in ein Reservoir] als absolut notwendig betrachten, müssen wir anerkennen, dass es Manchester möglichst unaufdringlich gelungen ist. Mardale ist immer noch ein vortreffliches Tal. Aber der Mensch ist mit seinen Händen ungeschickt! Für immer verloren sind die stillen bewaldeten Buchten und Kiesstrände, welche die Natur so lieblich im alten Mardale gestaltet hatte; und wie aggressiv hässlich ist die Uferlinie des neuen Haweswater“)
Die in Cumbria geborene Autorin Sarah Hall schildert in ihrem Roman Haweswater (ISBN 0-06-081725-9) den Bau des Staudammes und die Auswirkungen auf die Menschen im Mardale aus der Sicht einer betroffenen Farmerfamilie. Das Buch erhielt den Commonwealth Writers Prize 2003 für ein Erstlingswerk.